# Halenbrücke
Die Halenbrücke verbindet das Berner Neufeld, über die nachher in den Wohlensee fliessende Aare hinweg, mit dem Kirchlindacher Ortsteil Herrenschwanden im Kanton Bern in der Schweiz. Die Brücke ist Teil der Hauptstrasse 236, die von Aarberg östlich um den Frienisberg nach Bern führt.

## Baugeschichte
Die Bogenbrücke wurde von Oktober 1911 bis September 1913 errichtet und am 13. desselben Monats der Bestimmung übergeben. Sie entlastete die damals fast 380-jährige, 800 m flussaufwärts gelegene Neubrügg und brachte eine deutliche Verbesserung der Verkehrsverbindung der nördlichen Agglomeration mit der Stadt Bern.
Sie ist 234,3 m lang und führt die Strasse in 38 Metern Höhe über das Wasser. Am Bau der Halenbrücke war das Ingenieur-Bureau für Eisenbeton-Bauten J. Bolliger & Co. in Zürich beteiligt. Dieses Unternehmen war 1913/14 auch für die Planung des Gründjitobel-Viadukts der Bahnstrecke Chur–Arosa verantwortlich.

## Gesamterneuerung
Das zunehmende Verkehrsaufkommen und die zu schwache Konstruktion der Fahrbahnplatte erforderten 1992–1993 eine Gesamterneuerung der Halenbrücke. Die Fahrbahnplatte und die vier Nebenbögen wurden abgebrochen. Die Widerlager wurden ersetzt und die Pfeiler restauriert und verstärkt. Auf dem erhalten gebliebenen Hauptbogen über die Aare wurden die filigranen Stützen originalgetreu ersetzt, ebenso die vier Nebenbögen und die verbreiterte Fahrbahnplatte. Das leichte Metallgeländer aus einem früheren Umbau wurde durch eine massive Betonbrüstung in ähnlicher Form des Originals ersetzt. Dabei hat man auch die vier Kanzeln über den Pfeilern am Aareufer wiederhergestellt. Mit den neuen Widerlagern und den angepassten Strassenanschlüssen konnte die Brücke am 29. Oktober 1993 wieder dem Verkehr übergeben werden.

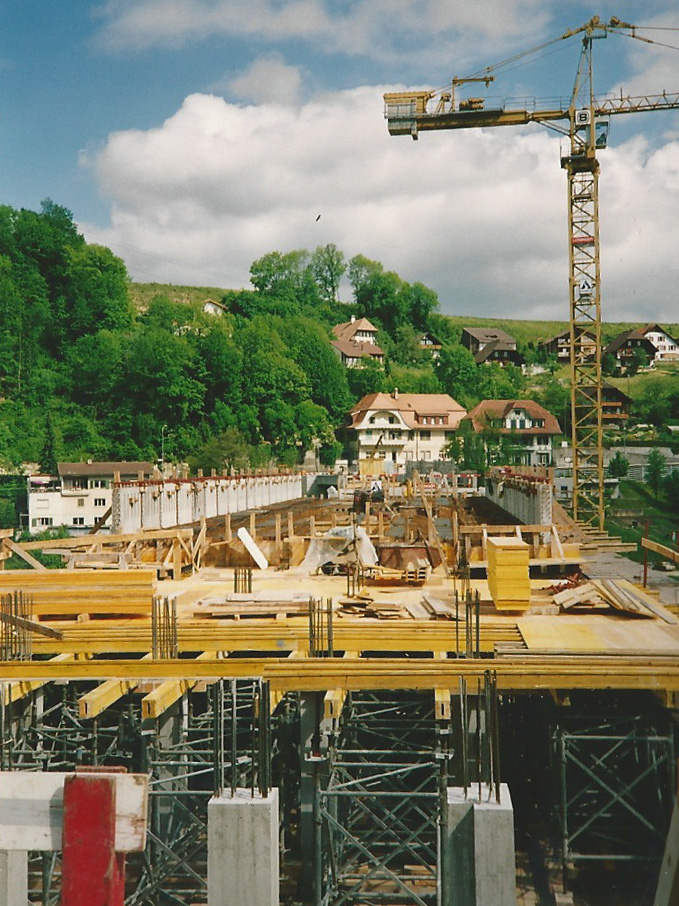
Während der Bauphase (1993)
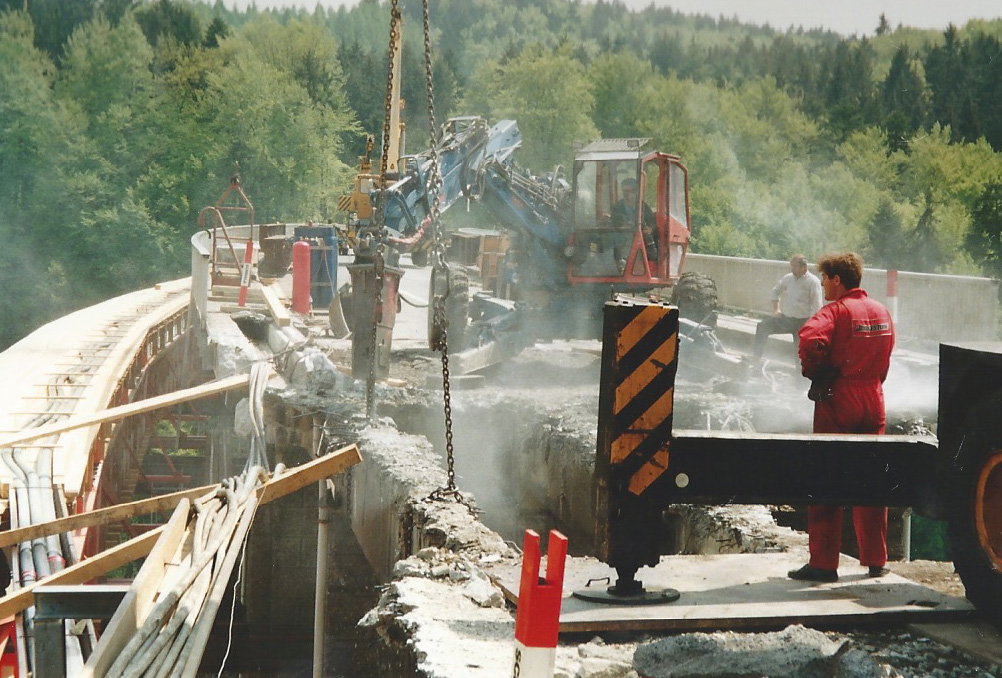
Abbrucharbeiten (1992)
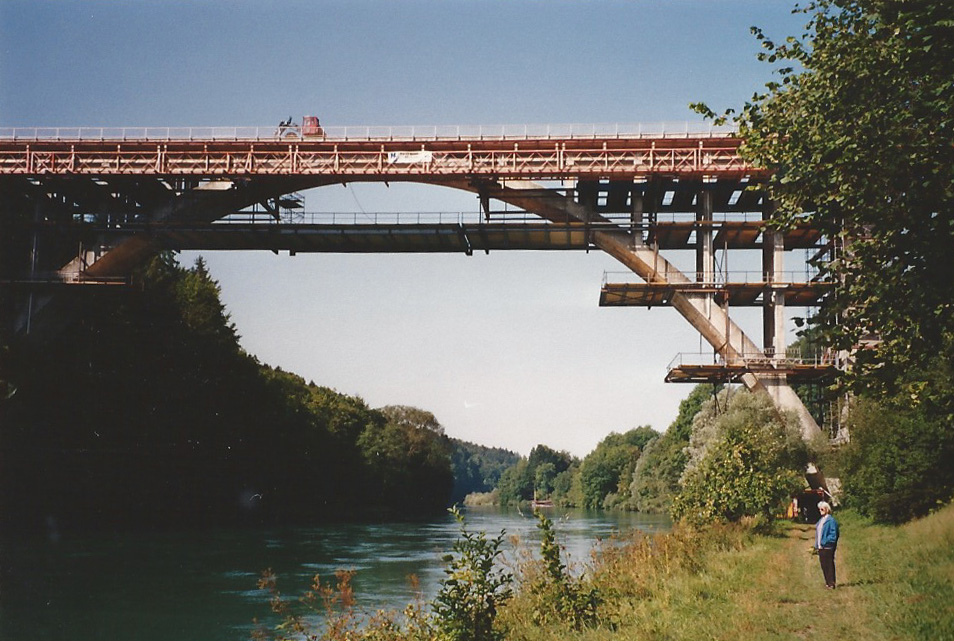
Halenbrücke im Gerüst (1992)
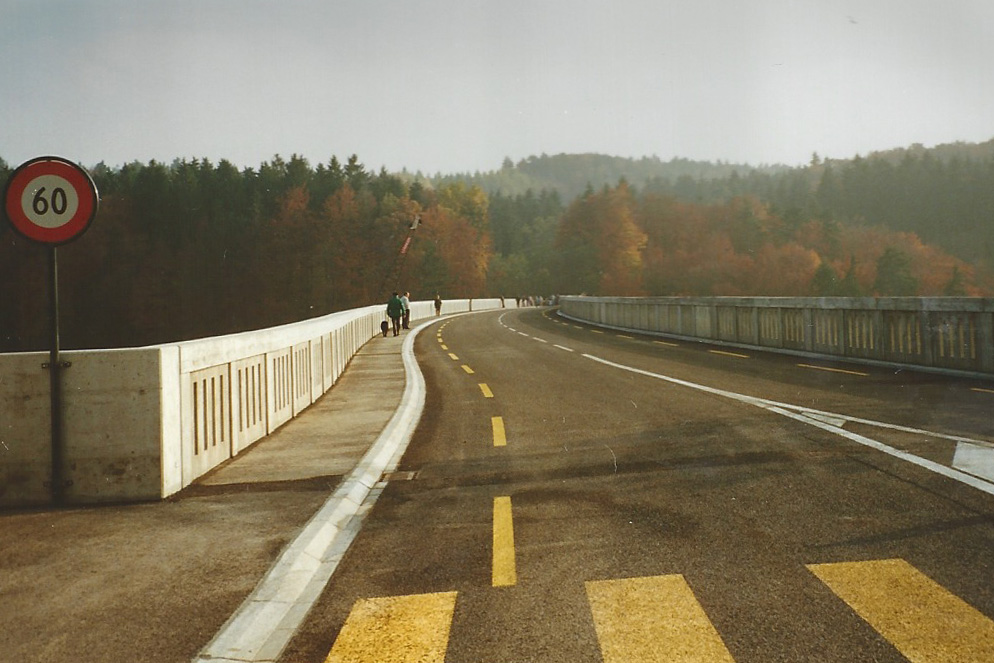
Die neue Fahrbahn (29. Oktober 1993)
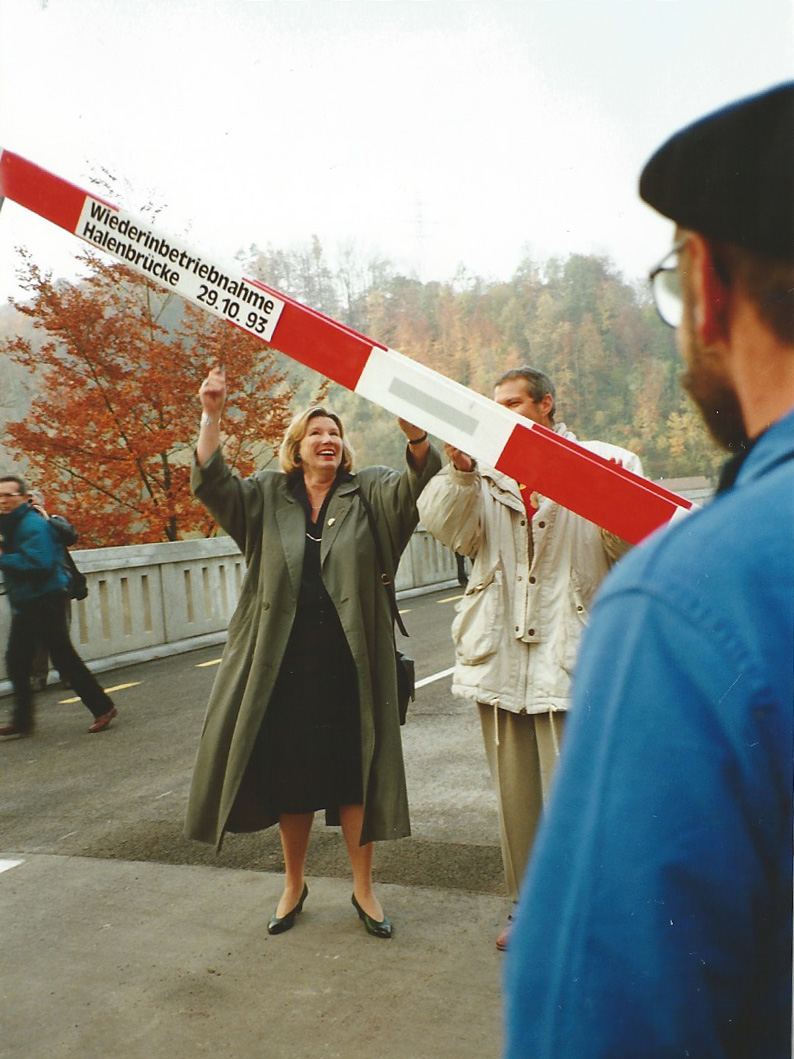
Wiedereröffnung durch Regierungsrätin Dori Schaer-Born (29. Oktober 1993)

## Bedeutung
Die Halenbrücke ist im Inventar historischer Verkehrswege der Schweiz als Objekt von nationaler Bedeutung verzeichnet und ist ein Kulturgut von nationaler Bedeutung.